# Dicranota caesia
Dicranota caesia är en tvåvingeart som beskrevs av Alexander 1933. Dicranota caesia ingår i släktet Dicranota och familjen hårögonharkrankar. Inga underarter finns listade i Catalogue of Life.